# Prva savezna liga Jugoslavije u nogometu 1983./84.
Prvenstvo Jugoslavije u nogometu za sezonu 1983./84. bilo je pedeset i peto po redu najviše nogometno natjecanje u Jugoslaviji, trideset i osmo poslijeratno, koje je započelo 14. kolovoza 1983. i završilo 30. svibnja 1984.

Prvak je postao srbijanski klub, FK Crvena zvezda, koja je osvojila svoj petnaesti naslov.

Najbolji strijelac bio je Darko Pančev iz skopskog Vardara s 19 golova.
Bilo je to jedino izdanje prvenstva Jugoslavije u kojem je bilo zastupljeno svih šest republika (Slovenija, Hrvatska, Bosna i Hercegovina, Srbija, Crna Gora i Makedonija) i dvije autonomne pokrajine (Vojvodina i Kosovo).
Ukupan broj gledatelja bio je 3.044.000.

## Sustav natjecanja
Igralo se u dvije faze. Momčadi su međusobno igrale dvokružni ligaški sustav. Igrala se po jedna utakmica na domaćem i gostujućem terenu.  Prvakom je postala momčad koja je sakupila najviše bodova u skupini za prvaka (pobjeda = 2 boda, neodlučeni ishod = 1 bod, poraz = bez bodova).
Pravila koje su određivala poredak na ljestvici su bila: 1) broj osvojenih bodova, 2) gol-razlika, 3) veći broj postignutih golova, 4) baraž

## Formiranje lige
U obzir ulazi 16 najbolje plasiranih iz prethodne sezone, plus pobjednici dviju skupina Druge savezne lige 1982./83.
- Iz Prve savezne lige natjecali su se Partizan, Hajduk Split, Dinamo Zagreb, Radnički Niš, Crvena zvezda, Sloboda Tuzla, Olimpija Ljubljana, Vardar Skoplje, Vojvodina, Željezničar, Sarajevo, Dinamo Vinkovci, Velež Mostar, Budućnost, Rijeka i Osijek
- Iz Druge savezne lige: Čelik Zenica (pobjednik zapadne skupine) i Priština (pobjednik istočne skupine)

## Sudionici
| Slovenija       | Hrvatska                                                 | Bosna i Hercegovina                                                | Srbija           | Srbija                                            | Srbija     | Crna Gora       | Makedonija   |
| Slovenija       | Hrvatska                                                 | Bosna i Hercegovina                                                | Vojvodina        | Središnja Srbija                                  | Kosovo     | Crna Gora       | Makedonija   |
| --------------- | -------------------------------------------------------- | ------------------------------------------------------------------ | ---------------- | ------------------------------------------------- | ---------- | --------------- | ------------ |
| - Olimpija (LJ) | - Dinamo (V) - Dinamo (Z) - Hajduk (S) - Osijek - Rijeka | - Čelik (Z) - Sarajevo - Sloboda (T) - Velež (M) - Željezničar (S) | - Vojvodina (NS) | - Crvena zvezda (B) - Partizan (B) - Radnički (N) | - Priština | - Budućnost (T) | - Vardar (S) |

- FK Budućnost, Titograd
- FK Crvena zvezda, Beograd
- NK Čelik, Zenica
- NK Dinamo Vinkovci, Vinkovci
- NK Dinamo Zagreb, Zagreb
- NK Hajduk, Split
- NK Olimpija, Ljubljana
- NK Osijek, Osijek
- FK Partizan, Beograd
- FK Priština, Priština
- FK Radnički Niš, Niš
- NK Rijeka, Rijeka
- FK Sarajevo, Sarajevo
- FK Sloboda, Tuzla
- FK Vardar, Skoplje
- FK Velež, Mostar
- FK Vojvodina, Novi Sad
- FK Željezničar, Sarajevo

## Ljestvica
| mj.     | klub               | ut. | pob. | ner. | por. | gol+ | gol- | gr  | bod |
| ------- | ------------------ | --- | ---- | ---- | ---- | ---- | ---- | --- | --- |
| 1.      | Crvena zvezda      | 34  | 17   | 10   | 7    | 52   | 26   | +26 | 44  |
| 2.      | Partizan           | 34  | 15   | 12   | 7    | 43   | 25   | +18 | 42  |
| 3.      | Željezničar        | 34  | 15   | 12   | 7    | 52   | 35   | +17 | 42  |
| 4.      | Rijeka             | 34  | 16   | 10   | 8    | 53   | 37   | +16 | 42  |
| 5.      | Hajduk Split       | 34  | 12   | 15   | 7    | 39   | 22   | +17 | 39  |
| 6.      | Osijek             | 34  | 12   | 10   | 12   | 36   | 39   | −3  | 34  |
| 7.      | Radnički Niš       | 34  | 15   | 3    | 16   | 40   | 47   | −7  | 33  |
| 8.      | Priština           | 34  | 15   | 3    | 16   | 36   | 55   | −19 | 33  |
| 9.      | Sarajevo           | 34  | 11   | 10   | 13   | 53   | 46   | +7  | 32  |
| 10.     | Vojvodina          | 34  | 11   | 10   | 13   | 39   | 36   | +3  | 32  |
| 11.     | Dinamo Vinkovci    | 34  | 11   | 10   | 13   | 41   | 54   | −13 | 32  |
| 12.     | Dinamo Zagreb      | 34  | 11   | 9    | 14   | 58   | 51   | +7  | 31  |
| 13.     | Velež Mostar       | 34  | 11   | 9    | 14   | 33   | 35   | −2  | 31  |
| 14.     | Budućnost          | 34  | 12   | 7    | 15   | 33   | 37   | −4  | 31  |
| 15.     | Vardar Skoplje     | 34  | 14   | 3    | 17   | 46   | 56   | −10 | 31  |
| 16.     | Sloboda Tuzla      | 34  | 12   | 7    | 15   | 41   | 53   | −12 | 31  |
| 17.     | Olimpija Ljubljana | 34  | 10   | 8    | 16   | 29   | 40   | −11 | 28  |
| 18.     | Čelik Zenica       | 34  | 9    | 6    | 19   | 36   | 66   | −30 | 24  |
|         |                    |     |      |      |      |      |      |     |     |
| Izvori: |                    |     |      |      |      |      |      |     |     |

|  | Crvena zvezda je prvak Jugoslavije i plasirala se na Kup prvaka 1984./85.                     |
|  | Partizan, Željezničar i Rijeka plasirali su se na Kup UEFA 1984./85.                          |
|  | Hajduk Split osvaja Kup Jugoslavije i plasirao se na Europski kup pobjednika kupova 1984./85. |
|  | Olimpija Ljubljana i Čelik Zenica ispali su u Drugu saveznu ligu                              |

## Rezultati
| 1983./84. | 1983./84.          | C.Z | PAR | ŽEL | RIJ | HAJ | OSI | R.N | PRI | SAR | VOJ | D.N | D.Z | VEL | BUD | VAR | SLO | OLI | ČEL |
| 1.        | Crvena zvezda      |     | 0:0 | 1:3 | 4:1 | 2:0 | 0:0 | 2:1 | 1:3 | 1:0 | 1:0 | 7:1 | 3:2 | 1:0 | 1:0 | 2:0 | 4:1 | 2:1 | 4:0 |
| 2.        | Partizan           | 0:0 |     | 0:1 | 2:1 | 1:0 | 3:0 | 1:2 | 1:0 | 2:0 | 2:0 | 1:0 | 1:0 | 3:0 | 1:0 | 5:2 | 2:1 | 2:2 | 5:2 |
| 3.        | Željezničar        | 1:3 | 1:1 |     | 2:1 | 0:0 | 2:0 | 1:0 | 4:2 | 5:2 | 1:0 | 2:0 | 3:1 | 1:0 | 3:2 | 3:0 | 0:0 | 1:1 | 1:1 |
| 4.        | Rijeka             | 0:0 | 3:0 | 2:0 |     | 1:1 | 4:1 | 2:0 | 2:1 | 3:1 | 2:1 | 2:1 | 2:0 | 0:0 | 1:0 | 1:0 | 6:1 | 1:0 | 4:1 |
| 5.        | Hajduk Split       | 1:1 | 0:0 | 2:1 | 0:0 |     | 3:0 | 1:2 | 2:1 | 1:1 | 0:0 | 2:2 | 1:1 | 2:0 | 3:0 | 2:0 | 5:0 | 3:0 | 4:0 |
| 6.        | Osijek             | 1:1 | 0:0 | 1:0 | 4:1 | 0:0 |     | 3:0 | 2:0 | 1:0 | 4:2 | 1:0 | 0:0 | 1:1 | 1:0 | 3:1 | 2:1 | 2:1 | 5:0 |
| 7.        | Radnički Niš       | 1:0 | 0:5 | 3:2 | 3:1 | 1:0 | 2:0 |     | 3:1 | 1:3 | 1:0 | 3:0 | 3:2 | 0:0 | 0:0 | 0:1 | 2:1 | 4:0 | 4:1 |
| 8.        | Priština           | 1:1 | 2:1 | 1:1 | 1:0 | 0:0 | 2:1 | 1:0 |     | 4:0 | 1:0 | 1:0 | 3:2 | 2:0 | 1:0 | 2:1 | 1:0 | 2:1 | 1:0 |
| 9.        | Sarajevo           | 2:2 | 0:1 | 1:1 | 0:0 | 0:0 | 5:0 | 3:0 | 6:0 |     | 2:0 | 3:0 | 1:0 | 1:2 | 0:2 | 3:0 | 2:0 | 4:0 | 3:0 |
| 10.       | Vojvodina          | 3:1 | 3:0 | 3:1 | 0:0 | 0:0 | 0:0 | 1:0 | 3:0 | 2:0 |     | 1:0 | 4:2 | 3:1 | 0:4 | 2:0 | 1:1 | 1:0 | 4:0 |
| 11.       | Dinamo Vinkovci    | 0:3 | 1:0 | 1:1 | 1:0 | 1:1 | 2:2 | 3:0 | 2:0 | 1:1 | 2:1 |     | 1:1 | 1:0 | 2:1 | 2:0 | 5:2 | 1:1 | 3:1 |
| 12.       | Dinamo Zagreb      | 0:0 | 1:1 | 2:2 | 3:3 | 3:1 | 1:0 | 2:1 | 3:1 | 4:0 | 5:2 | 1:2 |     | 2:0 | 3:0 | 4:2 | 1:2 | 2:0 | 3:0 |
| 13.       | Velež Mostar       | 1:0 | 0:0 | 2:0 | 1:1 | 1:1 | 1:0 | 3:0 | 3:1 | 3:0 | 0:0 | 0:0 | 1:1 |     | 1:0 | 4:0 | 2:0 | 0:1 | 2:0 |
| 14.       | Budućnost          | 1:0 | 1:0 | 1:1 | 2:0 | 0:1 | 0:0 | 1:0 | 3:0 | 1:1 | 1:1 | 2:2 | 3:1 | 1:0 |     | 2:1 | 2:0 | 1:0 | 0:1 |
| 15.       | Vardar Skoplje     | 1:0 | 0:0 | 0:5 | 2:2 | 2:0 | 3:1 | 0:0 | 4:0 | 4:3 | 1:0 | 5:1 | 1:0 | 4:2 | 3:0 |     | 3:0 | 1:0 | 1:0 |
| 16.       | Sloboda Tuzla      | 0:3 | 1:1 | 0:0 | 1:1 | 1:0 | 2:0 | 4:1 | 3:0 | 2:2 | 0:0 | 2:0 | 3:2 | 2:1 | 4:0 | 1:0 |     | 2:0 | 1:0 |
| 17.       | Olimpija Ljubljana | 0:1 | 0:0 | 1:1 | 1:2 | 0:1 | 0:0 | 0:1 | 3:0 | 1:1 | 0:0 | 2:0 | 2:1 | 2:0 | 3:1 | 2:1 | 2:1 |     | 1:0 |
| 18.       | Čelik Zenica       | 0:0 | 1:1 | 0:1 | 2:3 | 0:1 | 1:0 | 2:1 | 2:0 | 2:2 | 2:1 | 4:2 | 2:2 | 4:1 | 1:1 | 4:2 | 2:1 | 0:1 |     |

| 1. kolo 14. 8. 1983. Priština – Dinamo (V) 1:0 (0:0) Partizan – Budućnost 1:0 (0:0) Rijeka – Željezničar 2:0 (0:0) Dinamo (Z) – Sloboda 1:2 (1:1) Olimpija – Hajduk 0:1 (0:0) Vojvodina – Radnički 1:0 (1:0) Sarajevo – Velež 1:2 (1:1) Čelik – Crvena zvezda 0:0 Osijek – Vardar 3:1 (2:1) 2. kolo 21. 8. 1983. Dinamo (V) – Vardar 2:0 (1:0) Crvena zvezda – Osijek 0:0 Velež – Čelik 2:0 (1:0) Hajduk – Vojvodina 0:0 Sloboda – Olimpija 2:0 (2:0) Željezničar – Dinamo (Z) 3:1 (1:0) Budućnost – Rijeka 2:0 (0:0) Priština – Partizan 2:1 (1:1) Radnički – Sarajevo 1:3 (1:3) 3. kolo 25. 8. 1983. Vardar – Crvena zvezda 1:0 (0:0) 28. 8. 1983. Partizan – Dinamo (V) 1:0 (0:0) Rijeka – Priština 2:1 (1:0) Dinamo (Z) – Budućnost 3:0 (2:0) Olimpija – Željezničar 1:1 (1:0) Vojvodina – Sloboda 1:1 (0:0) Sarajevo – Hajduk 0:0 Čelik – Radnički 2:1 (1:1) Osijek – Velež 1:1 (1:1) 4. kolo 31. 8. 1983. Dinamo (V) – Crvena zvezda 0:3 (0:1) Velež – Vardar 4:0 (2:0) Radnički – Osijek 2:0 (1:0) Hajduk – Čelik 4:0 (1:0) Sloboda – Sarajevo 2:2 (0:1) Željezničar – Vojvodina 1:0 (0:0) Budućnost – Olimpija 1:0 (0:0) Priština – Dinamo (Z) 3:2 (1:1) Partizan – Rijeka 2:1 (0:1) 5. kolo 4. 9. 1983. Rijeka – Dinamo (V) 2:1 (2:0) Dinamo (Z) – Partizan 1:1 (1:0) Olimpija – Priština 3:0 (2:0) Vojvodina – Budućnost 0:4 (0:2) Sarajevo – Željezničar 1:1 (1:1) Čelik – Sloboda 2:1 (1:0) Osijek – Hajduk 0:0 Vardar – Radnički 0:0 Crvena zvezda – Velež 1:0 (1:0) 6. kolo 11. 9. 1983. Dinamo (V) – Velež 1:0 (0:0) Radnički – Crvena zvezda 1:0 (0:0) Hajduk – Vardar 2:0 (0:0) Sloboda – Osijek 2:0 (1:0) Željezničar – Čelik 1:1 (1:1) Budućnost – Sarajevo 1:1 (0:0) Priština – Vojvodina 1:0 (1:0) Partizan – Olimpija 2:2 (1:0) Rijeka – Dinamo (Z) 2:0 (1:0) 7. kolo 18. 9. 1983. Dinamo (Z) – Dinamo (V) 1:2 (1:1) Olimpija – Rijeka 1:2 (1:1) Vojvodina – Partizan 3:0 (2:0) Sarajevo – Priština 6:0 (2:0) Čelik – Budućnost 1:1 (0:1) Osijek – Željezničar 1:0 (1:0) Vardar – Sloboda 3:0 (1:0) Crvena zvezda – Hajduk 2:0 (1:0) Velež – Radnički 3:0 (1:0) 8. kolo 25. 9. 1983. Dinamo (V) – Radnički 3:0 (2:0) Hajduk – Velež 2:0 (1:0) Sloboda – Crvena zvezda 0:3 (0:2) Željezničar – Vardar 3:0 (1:0) Budućnost – Osijek 0:0 Priština – Čelik 1:0 (0:0) Partizan – Sarajevo 2:0 (0:0) Rijeka – Vojvodina 2:1 (2:0) Dinamo (Z) – Olimpija 2:0 (0:0) 9. kolo 2. 10. 1983. Olimpija – Dinamo (V) 2:0 (2:0) Vojvodina – Dinamo (Z) 4:2 (3:1) Sarajevo – Rijeka 0:0 Čelik – Partizan 1:1 (0:0) Osijek – Priština 2:0 (0:0) Vardar – Budućnost 3:0 (2:0) Crvena zvezda – Željezničar 1:3 (0:2) Velež – Sloboda 2:0 (1:0) Radnički – Hajduk 1:0 (0:0) 10. kolo 5. 10. 1983. Dinamo (V) – Hajduk 1:1 (0:0) Sloboda – Radnički 4:1 (1:1) Željezničar – Velež 1:0 (1:0) Budućnost – Crvena zvezda 1:0 (0:0) Priština – Vardar 2:1 (1:1) Partizan – Osijek 3:0 (1:0) Rijeka – Čelik 4:1 (4:0) Dinamo (Z) – Sarajevo 4:0 (2:0) Olimpija – Vojvodina 0:0 11. kolo 16. 10. 1983. Vojvodina – Dinamo (V) 1:1 (0:0) Sarajevo – Olimpija 4:0 (1:0) Čelik – Dinamo (Z) 2:2 (0:1) Osijek – Rijeka 4:1 (2:0) Vardar – Partizan 0:0 Crvena zvezda – Priština 1:3 (1:0) Velež – Budućnost 1:0 (1:0) Radnički – Željezničar 3:2 (2:1) Hajduk – Sloboda 5:0 (3:0) 12. kolo 23. 10. 1983. Dinamo (V) – Sloboda 5:2 (2:1) Željezničar – Hajduk 0:0 Budućnost – Radnički 1:0 (0:0) Priština – Velež 2:0 (0:0) Partizan – Crvena zvezda 0:0 Rijeka – Vardar 1:0 (0:0) Dinamo (Z) – Osijek 1:0 (0:0) Olimpija – Čelik 1:0 (0:0) Vojvodina – Sarajevo 2:0 (0:0) 13. kolo 29. 10. 1983. Velež – Partizan 0:0 Radnički – Priština 3:1 (2:0) 30. 10. 1983. Sarajevo – Dinamo (V) 3:0 (0:0) Čelik – Vojvodina 2:1 (1:0) Osijek – Olimpija 2:1 (1:1) Vardar – Dinamo (Z) 1:0 (1:0) Crvena zvezda – Rijeka 4:1 (3:0) Hajduk – Budućnost 3:0 (1:0) Sloboda – Željezničar 0:0 14. kolo 6. 11. 1983. Dinamo (Z) – Crvena zvezda 0:0 Dinamo (V) – Željezničar 1:1 (1:1) Budućnost – Sloboda 2:0 (0:0) Priština – Hajduk 0:0 Partizan – Radnički 1:2 (1:0) Rijeka – Velež 0:0 Olimpija – Vardar 2:1 (2:0) Vojvodina – Osijek 0:0 Sarajevo – Čelik 3:0 (0:0) 15. kolo 20. 11. 1983. Čelik – Dinamo (V) 4:2 (2:1) Osijek – Sarajevo 1:0 (1:0) Vardar – Vojvodina 1:0 (0:0) Crvena zvezda – Olimpija 2:1 (0:0) Velež – Dinamo (Z) 1:1 (0:0) Radnički – Rijeka 3:1 (1:1) Hajduk – Partizan 0:0 Sloboda – Priština 3:0 (2:0) Željezničar – Budućnost 3:2 (2:0) 16. kolo 27. 11. 1983. Dinamo (V) – Budućnost 2:1 (2:0) Priština – Željezničar 1:1 (0:0) Partizan – Sloboda 2:1 (2:1) Rijeka – Hajduk 1:1 (0:1) Dinamo (Z) – Radnički 2:1 (2:1) Olimpija – Velež 2:0 (0:0) Vojvodina – Crvena zvezda 3:1 (1:0) Sarajevo – Vardar 3:0 (1:0) Čelik – Osijek 1:0 (1:0) 17. kolo 3. 12. 1983. Radnički – Olimpija 4:0 (2:0) 4. 12. 1983. Osijek – Dinamo (V) 1:0 (0:0) Vardar – Čelik 1:0 (0:0) Crvena zvezda – Sarajevo 1:0 (1:0) Velež – Vojvodina 0:0 Hajduk – Dinamo (Z) 1:1 (0:1) Sloboda – Rijeka 1:1 (1:0) Željezničar – Partizan 1:1 (1:0) Budućnost – Priština 3:0 (3:0) | 18. kolo 25. 2. 1984. Radnički – Vojvodina 1:0 (0:0) 26. 2. 1984. Dinamo (V) – Priština 2:0 (1:0) Budućnost – Partizan 1:0 (1:0) Željezničar – Rijeka 2:1 (0:0) Sloboda – Dinamo (Z) 3:2 (1:1) Hajduk – Olimpija 3:0 (2:0) Velež – Sarajevo 3:0 (2:0) Crvena zvezda – Čelik 4:0 (3:0) Vardar – Osijek 3:1 (1:0) 19. kolo 29. 2. 1984. Vardar – Dinamo (V) 5:1 (2:0) Osijek – Crvena zvezda 1:1 (1:0) Čelik – Velež 4:1 (2:1) Sarajevo – Radnički 3:0 (2:0) Vojvodina – Hajduk 0:0 Olimpija – Sloboda 2:1 (1:0) Dinamo (Z) – Željezničar 2:2 (1:2) Rijeka – Budućnost 1:0 (1:0) Partizan – Priština 1:0 (1:0) 20. kolo 4. 3. 1984. Dinamo (V) – Partizan 1:0 (0:0) Priština – Rijeka 1:0 (0:0) Budućnost – Dinamo (Z) 3:1 (2:0) Željezničar – Olimpija 1:1 (0:0) Sloboda – Vojvodina 0:0 Hajduk – Sarajevo 1:1 (1:1) Radnički – Čelik 4:1 (1:0) Velež – Osijek 1:0 (0:0) Crvena zvezda – Vardar 2:0 (2:0) 21. kolo 10. 3. 1984. Čelik – Hajduk 0:1 (0:0) 11. 3. 1984. Crvena zvezda – Dinamo (V) 7:1 (4:0) Vardar – Velež 4:2 (3:1) Osijek – Radnički 3:0 (2:0) Sarajevo – Sloboda 2:0 (0:0) Vojvodina – Željezničar 3:1 (0:0) Olimpija – Budućnost 3:1 (1:0) Dinamo (Z) – Priština 3:1 (3:0) Rijeka – Partizan 3:0 (1:0) 22. kolo 17. 3. 1984. Hajduk – Osijek 3:0 (2:0) 18. 3. 1984. Dinamo (V) – Rijeka 1:0 (1:0) Partizan – Dinamo (Z) 1:0 (1:0) Priština – Olimpija 2:1 (0:0) Budućnost – Vojvodina 1:1 (0:1) Željezničar – Sarajevo 5:2 (2:1) Sloboda – Čelik 1:0 (1:0) Radnički – Vardar 0:1 (0:0) Velež – Crvena zvezda 1:0 (1:0) 23. kolo 24. 3. 1984. Vardar – Hajduk 2:0 (1:0) 25. 3. 1984. Velež – Dinamo (V) 0:0 Crvena zvezda – Radnički 2:1 (2:0) Osijek – Sloboda 2:1 (0:0) Čelik – Željezničar 0:1 (0:0) Sarajevo – Budućnost 0:2 (0:1) Vojvodina – Priština 3:0 (2:0) Olimpija – Partizan 0:0 Dinamo (Z) – Rijeka 3:3 (1:1) 24. kolo 28. 3. 1984. Partizan – Vojvodina 2:0 (1:0) Hajduk – Crvena zvezda 1:1 (1:1) Rijeka – Olimpija 1:0 (0:0) Priština – Sarajevo 4:0 (3:0) Budućnost – Čelik 0:1 (0:1) Željezničar – Osijek 2:0 (0:0) Sloboda – Vardar 1:0 (1:0) Radnički – Velež 0:0 29. 3. 1984 Dinamo (V) – Dinamo (Z) 1:1 (0:0) 25. kolo 7. 4. 1984. Velež – Hajduk 1:1 (1:0) Vojvodina – Rijeka 0:0 8. 4. 1984. Radnički – Dinamo (V) 3:0 (2:0) Crvena zvezda – Sloboda 4:1 (2:1) Vardar – Željezničar 0:5 (0:2) Osijek – Budućnost 1:0 (0:0) Čelik – Priština 2:0 (0:0) Sarajevo – Partizan 0:1 (0:0) Olimpija – Dinamo (Z) 2:1 (0:1) 26. kolo 15. 4. 1984. Dinamo (V) – Olimpija 1:1 (1:1) Dinamo (Z) – Vojvodina 5:2 (2:1) Rijeka – Sarajevo 3:1 (2:0) Partizan – Čelik 5:2 (2:1) Priština – Osijek 2:1 (1:1) Budućnost – Vardar 2:1 (0:1) Željezničar – Crvena zvezda 1:3 (0:1) Sloboda – Velež 2:1 (1:1) Hajduk – Radnički 1:2 (1:1) 27. kolo 21. 4. 1984. Osijek – Partizan 0:0 Hajduk – Dinamo (V) 2:2 (0:2) 22. 4. 1984. Radnički – Sloboda 2:1 (0:0) Velež – Željezničar 2:0 (2:0) Crvena zvezda – Budućnost 1:0 (0:0) Vardar – Priština 4:0 (2:0) Čelik – Rijeka 2:3 (1:0) Sarajevo – Dinamo (Z) 1:0 (1:0) Vojvodina – Olimpija 1:0 (1:0) 28. kolo 28. 4. 1984. Priština – Crvena zvezda 1:1 (0:1) 29. 4. 1984. Dinamo (V) – Vojvodina 2:1 (0:1) Olimpija – Sarajevo 1:1 (0:0) Dinamo (Z) – Čelik 3:0 (2:0) Rijeka – Osijek 4:1 (1:1) Partizan – Vardar 5:2 (3:1) Budućnost – Velež 1:0 (1:0) Željezničar – Radnički 1:0 (1:0) Sloboda – Hajduk 1:0 (0:0) 29. kolo 5. 5. 1984. Radnički – Budućnost 0:0 6. 5. 1984. Sloboda – Dinamo (V) 2:0 (1:0) Hajduk – Željezničar 2:1 (1:1) Velež – Priština 3:1 (2:0) Crvena zvezda – Partizan 0:0 Vardar – Rijeka 2:2 (0:0) Osijek – Dinamo (Z) 0:0 Čelik – Olimpija 0:1 (0:1) Sarajevo – Vojvodina 2:0 (1:0) 30. kolo 12. 5. 1984. Olimpija – Osijek 0:0 13. 5. 1984. Dinamo (V) – Sarajevo 1:1 (0:0) Vojvodina – Čelik 4:0 (1:0) Dinamo (Z) – Vardar 4:2 (3:0) Rijeka – Crvena zvezda 0:0 Partizan – Velež 3:0 (1:0) Priština – Radnički 1:0 (1:0) Budućnost – Hajduk 0:1 (0:0) Željezničar – Sloboda 0:0 31. kolo 16. 5. 1984. Željezničar – Dinamo (V) 2:0 (0:0) Sloboda – Budućnost 4:0 (2:0) Hajduk – Priština 2:1 (1:1) Radnički – Partizan 0:5 (0:0) Velež – Rijeka 1:1 (0:1) Crvena zvezda – Dinamo (Z) 3:2 (3:0) Vardar – Olimpija 1:0 (0:0) Čelik – Sarajevo 2:2 (1:1) 17. 5. 1984. Osijek – Vojvodina 4:2 (2:0) 32. kolo 19. 5. 1984. Budućnost – Željezničar 1:1 (1:1) 20. 5. 1984. Dinamo (V) – Čelik 3:1 (3:1) Sarajevo – Osijek 5:0 (0:0) Vojvodina – Vardar 2:0 (1:0) Olimpija – Crvena zvezda 0:1 (0:0) Dinamo (Z) – Velež 2:0 (1:0) Rijeka – Radnički 2:0 (1:0) Partizan – Hajduk 1:0 (0:0) Priština – Sloboda 1:0 (0:0) 33. kolo 27. 5. 1984. Budućnost – Dinamo (V) 2:2 (0:1) Željezničar – Priština 4:2 (1:1) Sloboda – Partizan 1:1 (0:1) Hajduk – Rijeka 0:0 Radnički – Dinamo (Z) 3:2 (0:2) Velež – Olimpija 0:1 (0:0) Crvena zvezda – Vojvodina 1:0 (0:0) Vardar – Sarajevo 4:3 (3:2) Osijek – Čelik 5:0 (2:0) 34. kolo 30. 5. 1984. Dinamo (V) – Osijek 2:2 (1:1) Čelik – Vardar 4:2 (0:0) Sarajevo – Crvena zvezda 2:2 (0:0) Vojvodina – Velež 3:1 (2:0) Olimpija – Radnički 0:1 (0:0) Dinamo (Z) – Hajduk 3:1 (1:0) Rijeka – Sloboda 6:1 (3:1) Partizan – Željezničar 0:1 (0:1) Priština – Budućnost 1:0 (0:0) |

## Prvaci
FK Crvena zvezda
trener: Gojko Zec
Igrači (odigrao utakmica/postigao pogodaka):
Tomislav Ivković (34/0) (vratar)
Marko Elsner (32/0)
Miloš Šestić (29/7)
Milko Đurovski (27/13)
Boško Đurovski (23/8)
Jovica Nikolić (22/8)
Miroslav Šugar (22/0)
Đorđe Milovanović (21/3)
Milan Jovin (21/0)
Mitar Mrkela (20/2)
Zoran Banković (19/3)
Ivan Jurišić (19/0)
Dragan Miletović (17/0)
Milan Janković (16/2)
Ljubiša Stojanović (15/1)
Ranko Đorđić (14/3)
Rajko Janjanin (14/0)
Goran Milojević (14/0)
Žarko Đurović (13/0)
Nedeljko Milosavljević (12/0)
Dragić Komadina (9/0)
Miodrag Krivokapić (4/0)
Cvijetin Blagojević (3/0)
Zlatko Krmpotić (2/0)
Radoslav Žugić (1/1)
Radomir Savić (1/0)
Slavko Radovanović (1/0)
Izvori:

## Statistika

### Ljestvica strijelaca
| Pl. | Ime                | Klub                   | Pogodaka |
| --- | ------------------ | ---------------------- | -------- |
| 1.  | Darko Pančev       | Vardar                 | 19       |
| 2.  | Snješko Cerin      | Dinamo Zagreb          | 16       |
| 3.  | Sulejman Halilović | Dinamo Vinkovci        | 15       |
| 4.  | Nikola Nikić       | Željezničar            | 14       |
| 5.  | Milko Đurovski     | Crvena zvezda          | 13       |
| 5.  | Vasil Ringov       | Vardar / Dinamo Zagreb | 13       |
| 7.  | Zoran Batrović     | Priština               | 11       |
| 7.  | Damir Desnica      | Rijeka                 | 11       |
| 9.  | Edin Bahtić        | Željezničar            | 10       |
| 9.  | Ivan Cvjetković    | Sloboda Tuzla          | 10       |
| 9.  | Mersad Kovačević   | Sloboda Tuzla          | 10       |

## Poveznice
- Druga savezna liga 1983./84.
- Treći rang prvenstva Jugoslavije 1983./84.
- Kup maršala Tita 1983./84.

## Vanjske poveznice
- rsssf.org
- www.historical-lineups.com
  - Statistika
- Eu-football.info